# Kinglassie
Kinglassie (Gaelico scozzese: Cille MoGhlasaidh) è un piccolo villaggio al centro del Fife, Scozia, Regno Unito.
Kinglassie, che si trova nelle vicinanze a sud-ovest di Glenrothes, ha una popolazione di 1.320, secondo il censimento del 2001.